# Pegoplata granadensis
Pegoplata granadensis är en tvåvingeart som beskrevs av Verner Michelsen 1989. Pegoplata granadensis ingår i släktet Pegoplata och familjen blomsterflugor.
Artens utbredningsområde är Spanien. Inga underarter finns listade i Catalogue of Life.